# Гула Лев Федорович
Гула Лев Федорович — професор кафедри кримінального права і процесу, Інституту права та психології, доктор юридичних наук, доцент.

## Загальна інформація
У 1977 р. закінчив Львівську спеціальну школу підготовки керівного складу МВС СРСР (нині — Львівський університет внутрішніх справ).
У 1985 р. закінчив Національну академію внутрішніх справ, м. Київ.
У 1998 р. захистив дисертацію на здобуття наукового ступеня кандидата юридичних наук на тему: «Правові і організаційно — тактичні питання взаємодії оперативних підрозділів органів виконання кримінальних покарань (ДДУПВП) з органами внутрішніх справ у боротьбі з організаторами, лідерами та „авторитетами“ організованих злочинних угруповань щодо попередження та розкриття злочинів» (спеціальність 21.07.04).
Трудову діяльність розпочав в правоохоронних органах з 1975 р. по 2004 р.
З 2004 року на педагогічній роботі.
З 2004 р. по 2014 р. працював у Львівському державному університеті внутрішніх справ (кафедра оперативно-розшукової діяльності).
З 2014 р. професор кафедри кримінального права і процесу, Інституту права та психології Національного університету «Львівська політехніка».
Вчене звання доцента присвоєно у 2010 р.
У 2014 р. захистив дисертацію на здобуття наукового ступеня доктора юридичних наук на тему: «Організаційно-правові та тактичні основи діяльності підрозділів ОВС у протидії злочинам, що вчиняються організованими злочинними групами» (спеціальність 12.00.09).
Є членом Спеціалізованої вченої ради (заступник голови) з захисту кандидатських дисертацій (спеціальність 12.00.09) у Навчально-науковому Інституті права та психології Національного університету «Львівська політехніка».

## Вибрані публікації
Опублікував понад 100 наукових та навчально-методичних праць, серед яких:
- «Організація і тактика розкриття злочинів минулих років (вбивств): посібник» (у співавт., 2008);

- «Тестовий контроль з курсу оперативно-розшукової діяльності: навчальний посібник» (у співавт., 2008);

- «Оперативно-розшукова діяльність. Особлива частина. Виявлення та припинення окремих видів злочинів у сфері економіки: навчальний посібник» (у співавт., 2010);

- «Запобігання правопорушенням у місцях позбавлення волі: навчальний посібник» (у співавт., 2010);

- «Оперативно-розшукове документування: навчальний посібник» (у співавт., 2010);

- «Відповідальність за протидію законній господарській діяльності: методичний посібник» (у співавт., 2010);

- «Організаційно-тактичні основи протидії злочинам у сфері економіки: навчальний посібник» (у співавт., 2011);

- «Правові питання боротьби зі злочинами у сфері інтелектуальної власності: навчальний посібник» (2011);

- «Оперативно-розшукова діяльність. Загальна частина: навчальний посібник» (у співавт., 2011);

- «Негласні слідчі (розшукові) дії: начальний посібник» (у співавт., 2012);

- «Оперативно-розшукова діяльність (Особлива частина): виявлення, попередження та розслідування злочині загальнокримінального спрямування: навчальний посібник» (у співавт.,2013);

- «Дотримання прав і свобод людини та законності в оперативно-розшуковій діяльності ОВС України: монографія» (у співавт., 2013);

- «Оперативно-розшукова протидія злочинам у сфері інтелектуальної власності: монографія» (2015);

- «Організаційно-правові заходи протидії протиправній діяльності кримінальним лідерам в установах пенітенціарної системи України: монографія» (у співавт., 2017);

- «Організаційні основи проведення окремих видів судових експертиз: навчальний посібник» (у співавт., 2018).